# Vágó Gábor (politikus)
Vágó Gábor (Kecskemét, 1984. január 10. –) magyar közgazdász, politikus, a Lehet Más a Politika (LMP) alapító tagja, 2010 és 2014 között országgyűlési képviselő.

## Pályafutása
Az LMP alapító tagja volt 2009-ben. A 2010-es országgyűlési választások után országgyűlési képviselő lett (a költségvetési bizottság tagja). 2013-ban az egészségügyi és az információtechnológiai bizottság munkájában vett részt.
2013 februárjától szeptemberéig független képviselő volt, amikor az LMP parlamenti képviselőcsoportja feloszlott a házszabály szerint, ugyanis 8 képviselő kivált a frakcióból és megalapította a Párbeszéd Magyarországért (PM) nevű mozgalmat.
2014 elején közölte, hogy a 2014-es választásokon már nem indul. Később kilépett a pártból. Schiffer András cáfolta, hogy Vágó párton belüli harcok áldozatává vált, szerinte Vágó "kiégett". 2014. január 8-án az ATV Egyenes beszéd című műsorának nyilatkozva kifejtette, hogy a pártjának szerinte nehézkes, korlátolt és opportunista működését elégelte meg, melynek során a párt elveszti a politikai potenciálját.
2014 júniusától 2017 májusáig az Átlátszó.hu-nál dolgozott mint újságíró. 2017 novemberétől a Mérce tartalomfejlesztője. A 2018-as magyarországi országgyűlési választáson az LMP képviselőjelöltje volt a Bács-Kiskun megyei 1. sz. országgyűlési egyéni választókerületében és az országos lista 62. helyén. Az országgyűlésbe viszont nem került be, ahogy a 2019-es európai parlamenti választáson sem sikerült mandátumot szereznie, ezután Prágába költözött. Később egy interjúban beszélt arról, hogy megcsömörlött a magyar belpolitikától, ezért tudatosan lépett vissza a nyílt politizálástól, és hogy az Európai Parlament zöldfrakciójában lenne klímavédelmi kampányfelelős. Ez meg is történt, aztán egy ideig Bázelben is élt, majd startupot alapított, ami a biodiverzitás-monitorozással foglalkozik.
2024. augusztus 24-én Facebook-posztban jelentette be, hogy kilép a pártból annak európai parlamenti választáson elért gyenge eredményei miatt. Hozzátette, hogy el is felejtette, hogy párttag maradt, mert valószínűleg őróla is elfelejtkeztek, ezen kívül „nem lesz csendestárs abban, ahogyan bezárják a boltot az LMP-ben.”